# Dobromyśl (powiat chełmski)
Dobromyśl – wieś w Polsce położona w województwie lubelskim, w powiecie chełmskim, w gminie Siedliszcze.
W latach 1975–1998 miejscowość należała administracyjnie do województwa chełmskiego. 
Wieś stanowi sołectwo gminy Siedliszcze. W skład sołectwa wchodzi także kolonia Zabitek. Według Narodowego Spisu Powszechnego (III 2011 r.) liczyła 81 mieszkańców i była 24. co do wielkości miejscowością gminy.

## Historia
Pierwotna nazwa wsi użyta w 1786 r. brzmiała Dobra Myśl. W 1796 r. używano nazwy Dobromysle. Aktualna nazwa obowiązuje od 1827r. Według Słownika geograficznego Królestwa Polskiego z roku 1881, Dobromyśl  stanowił wieś w  powiecie chełmskim, ówczesnej gminie Siedliszcze (1867–1954), parafii Pawłów. Lustracja z roku 1827 wykazała tu 19 domów zamieszkałych przez 90 mieszkańców.